# 우즈훙
우즈훙(武志红, 1974년 5월 16일 ~ )은 중국을 대표하는 심리학자이다. 베이징 대학 심리학과를 졸업했다. 베이징, 상하이, 광저우 등 대도시에 ‘우즈훙 심리 상담 센터’를 열고 오랫동안 개인과 가정의 현상을 심리학적으로 분석했다. 또한 다수의 심리학 저서로 대중에도 유명해졌는데, 중국에서 그가 쓴 책의 총 판매 부수가 100만 부를 넘어서며 밀리언셀러 작가로 자리매김했다. 또한 2016년 21년간의 사색을 거쳐 5년간 집필한 책에서 ‘영아적 자기중심사고’의 중국 국민성을 심리학적으로 예리하게 분석하고 비판했다. 저명한 심리 칼럼니스트이자 베테랑 심리상담가, 심리학 분야의 밀리언 셀러 작가이기도 하다. 심리월간의 칼럼 작가, 인터넷 TV 프로그램 우즈훙에게 배우는 심리학의 사회자로 활동한 바 있다.

## 생활
2001년 우즈훙은 베이징 대학에서 심리학 석사 학위를 취득했다.

## 대표 저서
- 《내 영혼을 다독이는 관계 심리학
- 《왜 가족이 힘들게 할까》
- 《치유심리학》